# كشافة ساحل عمان

شعار قوة ساحل عمان

كشافة ساحل عمان أو قوة ساحل عمان أو قوة ساحل الإمارات المتصالحة هي قوة عسكرية انشئت في 11 مايو 1951 تعتبر أول قوة نظامية أنشأت في ساحل عُمان قبل تأسيس دولة الإمارات العربية المتحدة عام 1971. قامت بريطانيا بإنشاء القوة عام 1951 بقرار ملكي رقم (1) لسنة 1951 تحت بند (82)، لحماية مصالحها التجاريه وإستثماراتها في استكشاف النفط و بسط سلطتها في منطقة الخليج لاهميتها الاستراتجيه. وقد قامت باستخدام اعذراً عديده لتدخلها العسكري، كتأمين طرق السفر والتنقل ولفض النزاعات ومنع الهجرة غير الشرعية ومكافحة تهريب الأسلحة وتجارة الرقيق. و كانت هذه القوه تحت قيادة ضباط بريطانيين سابقين ممن خدموا في الهند،، وعدد محدود من الأفراد تمت استعارة معظمهم من الفيلق العربي في الأردن، بالإضافة إلى عدد قليل من المواطنين المحليين إزدادوا بعد فترة من الزمن، عُيّن الرائد البريطاني هانكن تيرفن، القائد الأول لتلك القوة، وكانت تحت امرة وزارتي الحربية والخارجية البريطانية، وقد نجحت في بسط الهيمنة البريطانيه.
وكان تنظيم القوة يتكون من ستة سرايا مشاة وسرية إسناد وسرية الاسلكي وسرية التدريب وسرية المشاغل والسرية الطبية والموسيقى العسكرية، وكانت القوة تسيطر على المنطقة المتمدة من أبوظبي حتى رأس الخيمة، وكانت دورياتهم تصل حتى الربع الخالي على الحدود مع السعودية وواحة ليوا، وتمكنت من المحافظة على استقرار وحفظ الأمن، وكان لها دور فاعل في مواجهة الكوارث الطبيعية والبيئية، وكانت تعمتد بشكل أساسي على سيارات اللاند روفر والبيد فورد بريطانية الصنع. تمركزت قيادة القوة في بداية تأسيسها في القاسمية بإمارة الشارقة نظراً لإقامة المندوب البريطاني فيها ثم انتقلت إلى المرقاب، وأصبحت لها معسكرات ومراكز في: قلعة الجاهلي في العين والهمهام ومسافي التابعتين لإمارة رأس الخيمة واتخذت من منطقة المنامة التابعة لإمارة عجمان مركزاً للتدريب.
في عام 1956 تم تغيير اسم القوة من ( قوة ساحل عمان ) إلى ( كشافة ساحل عمان )، وكانت الأساس الذي قامت عليه جميع المؤسسات الأمنية في الإمارات العربية المتحدة، كما استخدمت بريطانيا جزء من القوة في حرب البريمي عام 1955 وحرب الجبل الأخضر عام 1958.
في عام 1961 تم إنشاء مدرسة تابعة للكشافة لتعليم الصغار في المرقاب بإمارة الشارقة لتدريب وتأهيل المجندين ليصبحوا ضباط المستقبل، وقد وصل عدد أفراد الكشافة عام 1964 حوالي 1324 فرداً.
بتاريخ 21 ديسمبر 1971 قامت بريطانيا بتسليم كشافة ساحل عمان بعد انسحابها، إلى دولة الإمارات العربية المتحدة التي أعلنت استقلالها في 2 ديسمبر 1971 ، لتكون نواة للجيش الإماراتي، في 27 ديسمبر 1971 تم تغيير المسمى إلى قوة دفاع الاتحاد .هذا بالإضافة إلى وجود قوات محلية أخرى مثل قوة دفاع أبوظبي وقوة دفاع دبى والقوة المتحركة برأس الخيمة والحرس الوطني الشارقة والحرس الوطني أم القيوين التي أنشئت من قبل حكام الإمارات. وبتاريخ 6 مايو 1976 تم توحيد جميع هذه القوات تحت قيادة واحدة وعلم وشعار واحد وتم تغيير المسمى إلى القيادة العامة للقوات المسلحة.
في بداية عام 2012م قام وفد من قدامي رابطة مجندي كشافة ساحل عمان من البريطانيين بزيارة لدولة الإمارات العربية المتحدة بمناسبة مرور 60 عاماً على خدمتهم السابقة في الكشافة قاموا خلالها بجولة في الأماكن التي خدموا بها.